# Crotonia rothschildi
Crotonia rothschildi är en kvalsterart som först beskrevs av Berlese 1916.  Crotonia rothschildi ingår i släktet Crotonia och familjen Crotoniidae. Inga underarter finns listade i Catalogue of Life.